# Nageoire paire

Nagoires paires d'un Lampanyctodes hectoris: 9 et 10 sur le schéma.

Les nageoires paires d'un poisson sont celles qui correspondent aux quatre membres des autres vertébrés et qui sont donc, en opposition aux nageoires impaires, présentes symétriquement à gauche et à droite du corps.  Les nageoires paires comprennent les nageoires pectorales (supérieures, comme des bras) et les nageoires pelviennes (inférieures, comme les jambes).